# Рупен Зартарян
Рупен Зартарян е арменски писател, образователен деец и политически активист, убит по време на Арменския геноцид

## живот
Зартарян е роден през 1874 г. в град Тигранакерт (днес Диарбекир). Семейството му се установява в Харпут (или Харперт), когато е на двегодишна възраст.
Става ученик на Тлгадинци (Хован Харутинян) – водеща фигура в селската арменска литература.  Зартарян е силно повлиян от наставника си. На 18-годишна възраст започва да преподава.
През 1903 г. е арестуван от турското правителство и впоследствие е принуден да напусне страната заради политическата си дейност. Установява се в България и през 1906 г. основава нов вестник, наречен Размиг (на арменски: Ռազմիկ). Когато пише за вестника, той често изтъква необходимостта арменските граждани, които живеят извън родината си, да продължат да работят за постигане на крайната цел на автономна Армения. През 1908 г. се завръща в Цариград, заедно с много други арменски интелектуалци.
По време на Арменския геноцид е отведен в Аяш и държан в затвора, а по-късно бива отведен под военен ескорт до Диарбекир. Убит е на 16 август 1915 г. от Черкез Ахмед и лейтенантите Халил и Назим, малко преди да достигне Диарбекир.

## Творчество
Зартарян започва да пише стихове на 11-годишна възраст, а статиите му са публикувани в множество вестници. През 1910 г. той издава том, наречен „Нощна яснота“ (на арменски: Ցայգլոս), който впоследствие е преведен на френски. Много от неговите произведения са събрани от група, наречена „Приятелите на падналите автори“ и издадени като антология през 1930 г. в Париж.
Някои от неговите истории включват:
- „Вкамененият“
- „Невестата на езерото“
- „Цветя, червени цветя“
- „Нараненият ловец“
- „Сълзата на затворника“
- „Любов към дома“

Всички тези разкази са смесица от обикновени житейски ситуации и измислици.
Поезията на Зартарян обикновено се фокусира върху красотата на природата.

## Стил на писане
Зартарян е истински почитател на красотата, който винаги пише с някаква критична гледна точка. Пише на западен арменски и еистински ценител на езика. Писателят Ерухан определя писането му като най-чистото, най-разкошното и най-смелото на своето време.
Вдъхновението е ключов елемент за Зартарян. Той често казва, че страниците на бюрото му ще останат незапълнени, докато не се почувства достатъчно вдъхновен да пише. Любовта му към поезията допринася значително за великолепието на неговите произведения.